# Ганн, Джеймс
Джеймс Фрэ́нсис Ганн-мла́дший (англ. James Francis Gunn Jr.; род. 5 августа 1966) — американский кинорежиссёр, сценарист, актёр и продюсер, романист и музыкант. Он начал свою карьеру сценариста в 1990-х и написал сценарии к фильмам «Тромео и Джульетта» (1996), «Необыкновенные» (2000), «Скуби-Ду» (2002), его продолжению «Скуби-Ду 2: Монстры на свободе» (2004) и к версии 2004 года «Рассвет мертвецов». Затем он начал также заниматься режиссурой, сняв первый фильм «Слизняк» в 2006 году. Далее он стал режиссёром и сценаристом сериала «Порно для всей семьи» (2008—2009), супергеройского фильма «Супер» (2010) и фильмов «Стражи Галактики» (2014), «Стражи Галактики. Часть 2» (2017) и «Стражи Галактики. Часть 3» (2023), которые входят в медиафраншизу «Кинематографическая вселенная Marvel». В 2022 году Ганн стал главой DC Studios и, вместе с Питером Сафраном, создал медиафраншизу «Вселенная DC».

## Ранние годы
Джеймс Ганн родился в городе Сент-Луисе, штат Миссури, часть детства режиссёра прошла в городе Манчестер того же штата. У Джеймса есть четверо братьев и сестра. Шон Ганн, который стал актёром; Мэтт Ганн, который стал актёром и сценаристом; Брайан Ганн, который является сценаристом и продюсером; Патрик, также работающий в сфере кино и медиа, который в прошлом был вице-президентом студии «Artisan Entertainment»; и сестра Бет, судебный адвокат в Лос-Анджелесе. Их родители — Леота и Джеймс Ф. Ганн, который является адвокатом. Ганн заявляет, что его фамилия происходит от ирландской фамилии Макгилганн, что означает «сыновья в слуги бога мёртвых».
Будучи молодым, Ганн был поклонником ряда малобюджетных фильмов, таких как, например, «Ночь живых мертвецов» и «Пятница, 13-е». Будущий режиссёр любил читать тематические журналы как «Fangoria»; и посещал показы жанрового кино, включая оригинальный «Рассвет мертвецов». В возрасте 12 лет Джеймс начал снимать фильмы про зомби на 8-миллиметровую камеру со своими братьями в лесу, рядом с их домом.
Ганн и его братья являются выпускниками средней школы университета Сент-Луиса, частной иезуитско-католической средней школы, расположенной в окрестности Кингс-Оак в Сент-Луисе. Они окончили её в 1984 году. Джеймс поступил в Сент-Луисский университет и закончил его со степенью бакалавра искусств. Будучи в этом в университете, Ганн создавал политические мультики для еженедельной школьной газеты, «The University News». Он также учился искусству кино в Университете Лойола Мэримаунт в Лос-Анджелесе 2 года, но бросил его. Позже, Джеймс Ганн получил степень магистра искусств в Колумбийском университете в 1995 году.

## Карьера

### Музыка
Ганн организовал в 1989 году, пока ещё проживал в Сент-Луисе, группу под названием «The Icons», исполнявшую альтернативный рок, готик-рок и новую волну, где он был главным вокалистом. Группа достигла некоторого регионального успеха с их альбомом 1994 года под названием «Mom, We Like It Here on Earth» и их песни «Sunday» и «Walking Naked» звучали в фильме «Тромео и Джульетта». В 90-х годах члены группы разошлись. Ганн продолжил работать над музыкой, создавая песни для фильмов «Скуби-Ду», «Скуби-Ду 2: Монстры на свободе» и «Муви 43».

### Кино и телевидение

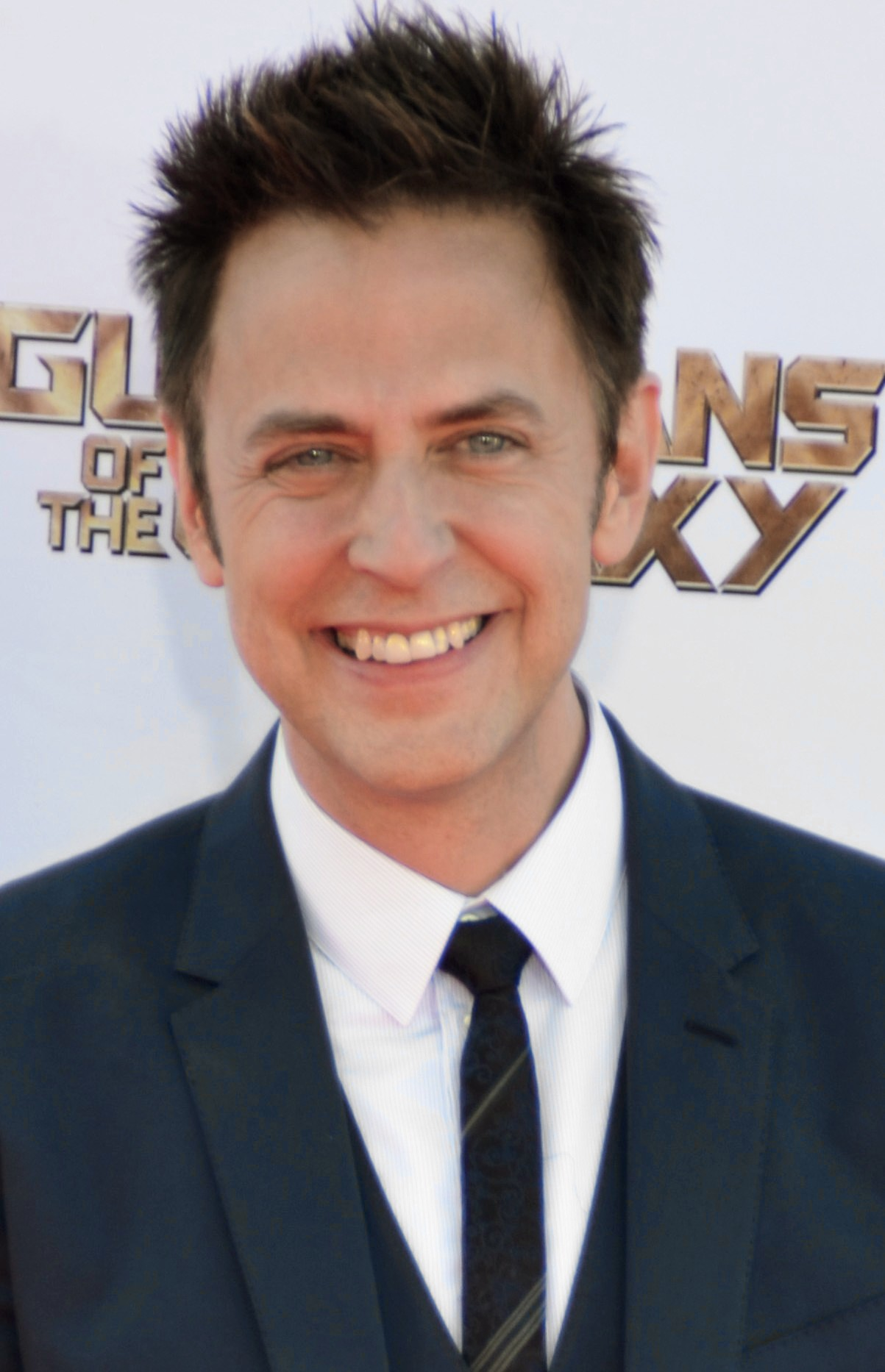
Ганн в 2014 году

Джеймс Ганн начал свою карьеру в создании фильмов на Troma Entertainment, где он написал сценарий к независимому фильму «Тромео и Джульетта». Вместе со своим наставником Ллойдом Кауфманом, сооснователем Troma, Ганн научился писать сценарии, продюсировать фильмы, и даже создавать свои собственные постеры. После создания нескольких фильмов для Troma, Ганн написал сценарий и стал продюсером супергеройского фильма «Необыкновенные» снятого независимо от студии Трома. Режиссёром фильма стал Крэйг Мазин. В главных ролях снялись Роб Лоу, Томас Хейден Чёрч, Пэйджет Брюстер, Джуди Грир и Джейми Кеннеди.
Первым главным голливудским сценарием Ганна стал фильм «Скуби-Ду» в 2002 году. В 2004 году, он написал сценарий к ремейку фильма Джорджа Ромеро «Рассвет мертвецов», и «Скуби-Ду 2: Монстры на свободе». С этими фильмами Ганн стал первым сценаристом, чьи два первых фильма сразу же показали высокие сборы. В том же году он стал исполнительным продюсером и актёром в псевдодокументальном фильме «ЛоллиЛав», где его тогдашняя жена, Дженна Фишер, была режиссёром и актёром. Его режиссёрским дебютом стал комедийный фильм ужасов 2006 года «Слизняк». «Слизняк» на сайте Rotten Tomatoes был включён в список 50 лучших фильмов ужасов.
Следующие проекты Ганна включали короткометражный фильм «Humanzee!», который изначально был предназначен исключительно для серии короткометражных комедийных фильмов «Ужас встречает комедию» на Xbox live, снятые режиссёрами фильмов ужасов, но был заменён на «Спарки и Микаэлу», которая дебютировала на Xbox live 31 декабря 2008 года. В интервью 2009 года на шоу Джейса Холла Ганн описал «Спарки и Микаэлу», как «о преступной боевой команде людей-енотов, и они сражаются в преступном бою, среди пушистых животных в лесном мире, и в человеческом мире». У Ганна также есть серии интернет-короткометражек для Spike.com, называется «Порно для всей семьи».
В 2008 году он стал одним из судей на реалити-телешоу канала VH1 «Королевы крика», где 10 неизвестных актрис соревновались за роль в фильме «Пила 6», где он руководил конкурсантами во время действующих изменений.

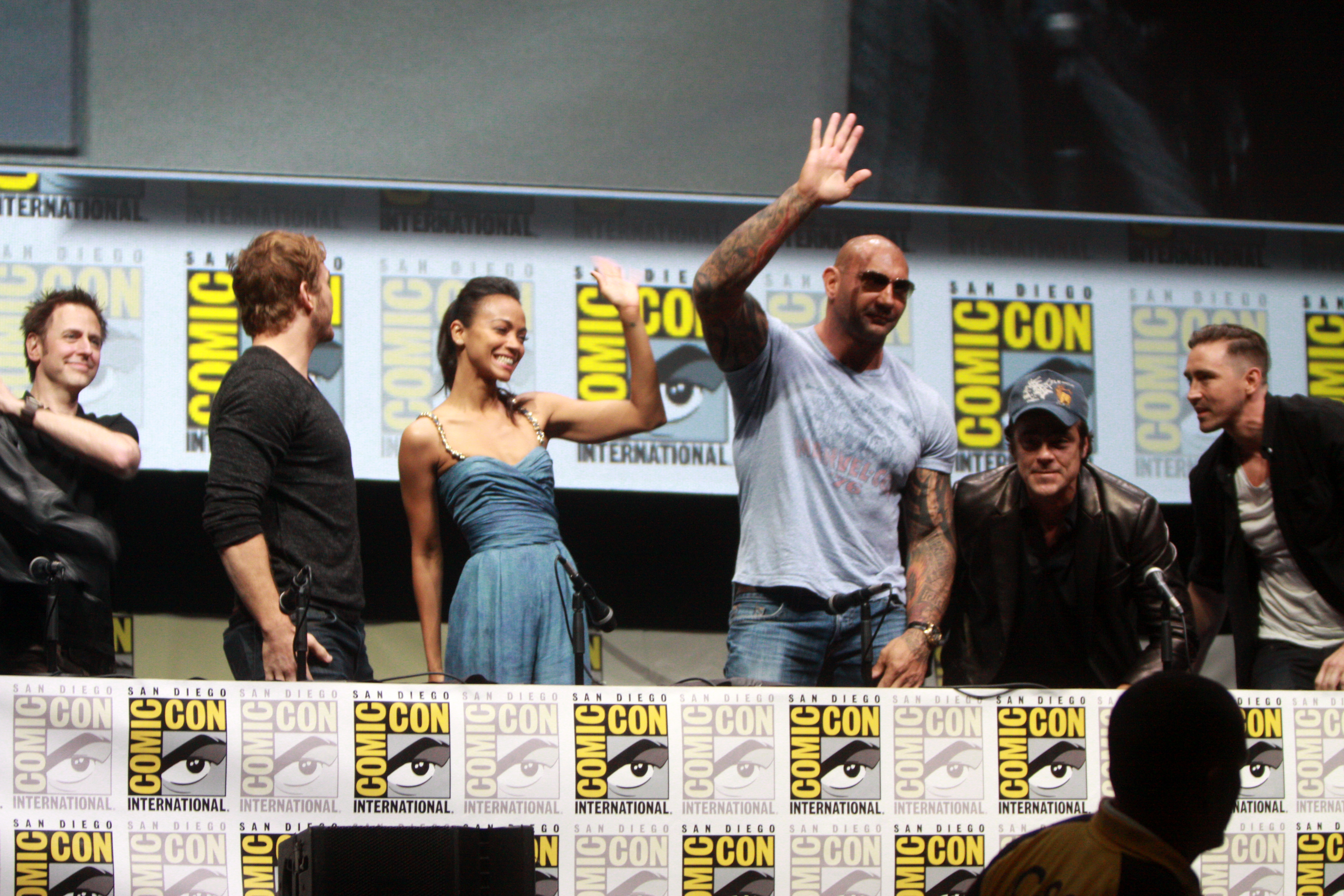
Джеймс Ганн вместе с актёрами «Стражей Галактики» на Комик-коне, 2013 год; (слева-направо) Джеймс Ганн, Крис Прэтт, Зои Салдана, Дейв Батиста, Бенисио Дель Торо, Ли Пейс

В 2009 году Ганн объявил, что собирается написать сценарий и по нему снять фильм «Домашние животные», комедию о человеке, которого похитили инопланетяне, которые хотят превратить его в домашнего питомца, с Беном Стиллером, Стюартом Корнфельдом и Джереми Крэймером в роли продюсеров. Однако к марту 2009 года Ганн объявил, что «Домашние животные, к сожалению, завершены. Я пропал. Я покинул проект по разным причинам. Я надеюсь, что они когда-нибудь увидят свет дня, но меня не будет в качестве режиссёра».
В 2010 году Ганн выпустил фильм «Супер», чёрную комедию и сатиру на супергероев с Рэйном Уилсоном и Эллен Пейдж в главных ролях.
Ганн был сосценаристом и режиссёром адаптации фильма компании Marvel Studios «Стражи Галактики», который был выпущен 1 августа 2014 года. Его брат, Шон Ганн, принял участие в съёмках фильма, но не в качестве актёра, а как один из помощников режиссёра. После успешного приёма фильма зрителями и критиками, Ганн написал расширенное письмо с благодарностями в Facebook его спонсорам:
«Спасибо всем вам, кто посмотрел (или смотрит) „Стражей Галактики“ на этих выходных, от глубины моего сердца. Стражи — это группа чудаков, изгоев и идиотов. Это кино для тех, кого когда-либо бросили, оставили. Это для всех нас, кому ничего не принадлежит. Этот фильм принадлежит вам. И сегодня, я думаю, что мы всё делаем хорошо».
26 июля 2014 года на представлении Marvel Studios на San Diego Comic-Con International было объявлено, что Ганн допускает, что будет у штурвала сиквела «Стражей Галактики».
Ганн также появляется в фильмах в качестве актёра, в основном в маленьких ролях и неуказанных появлениях в его собственных проектах.
В октябре 2022 года руководитель Warner Bros. Discovery Дэвид Заслав назначил Ганна и Питера Сафрана председателями и генеральными директорами DC Studios. Ганн и Сафран основали медиафраншизу, посвящённую персонажам DC Comics — «Вселенная DC», — и возглавили контроль над производством кино-, теле- и анимационных проектов в рамках этой франшизы.

### Другие проекты
За пределами кино и телевидения Ганн в 2000 году написал роман под названием «Коллекционер игрушек», сюжет которого описывает санитара, который крадёт лекарства из больницы, что сохранить свою привычку коллекционировать игрушки живьём. В 1998 году он в соавторстве с президентом Troma Ллойдом Кауфманом написал книгу «Всё, что мне нужно знать о создании фильмов, я узнал от Токсичного мстителя», которая рассказывала о его с Кауфманом опытах, пока они работали в Troma. В следующем 1999 году по этой книге был снят фильм «Беспредельный террор».
Он также придумал сюжет для видео-игры компании «Grasshopper Manufacture» под названием «Lollipop Chainsaw».

### Увольнение со студии Disney
20 июля 2018 года Ганн был уволен Disney с должности режиссёра франшизы «Стражи Галактики» за свои посты в Twitter 2009—2010 годов, в которых он активно шутил про педофилию, СПИД и прочие аморальные вещи. Руководство «Disney» сочло такое поведение неприемлемым и «разорвало с ним все связи». Впоследствии была проведена личная встреча исполнительного директора Disney Алана Хорна с режиссёром, после которой студия подтвердила, что не намерена возвращать его к съёмкам третьей части фильма.
В марте 2019 года Disney восстановила Ганна в должности режиссёра после многих встреч с Аланом Хорном. Ганн начал производство фильма, как только его работа над «Отрядом самоубийц 2» была завершена.

## Личная жизнь
В 2000 году Ганн женился на актрисе Дженне Фишер. В сентябре 2007 года они объявили о расставании и развелись в 2008 году. Они остаются друзьями, и в 2010 году Фишер помогла с подбором актёра Рэйна Уилсона, который был её коллегой по сериалу «Офис», на роль в фильме Ганна «Супер».
С тех пор Ганн состоял в романтических отношениях со скрипачкой группы Kayo Dot Мией Мацумией и моделью Мелиссой Стеттен.
У Ганна есть собака по кличке доктор Уэсли фон Спирс, помесь кокер-спаниеля, сибирского хаски и грейхаунда. Изначально спасённого из Карсона, Калифорнии, Ганн приютил фон Спирса в 2003 году, и он появился в нескольких фильмах Ганна.
За две недели до старта съёмок фильма «Отряд Самоубийц 2» Ганн потерял отца и за две недели до их конца не стало Уэсли фон Спирса.
С 2015 года состоит в отношениях с актрисой Дженифер Холланд, с которой его познакомил актёр Майкл Розенбаум. В феврале 2022 года Холланд и Ганн были помолвлены, а в конце сентября поженились.

## Фильмография
| Год       | Название                                 | Оригинальное название                       | Указан как | Указан как | Указан как | Указан как | Указан как           | Примечания                                        |
| Год       | Название                                 | Оригинальное название                       | Режиссёр   | Сценарист  | Продюсер   | Актёр      | Роль                 | Примечания                                        |
| --------- | ---------------------------------------- | ------------------------------------------- | ---------- | ---------- | ---------- | ---------- | -------------------- | ------------------------------------------------- |
| 1996      | Тромео и Джульетта                       | Tromeo and Juliet                           |            | Да         |            | Да         | нашедший своего отца | не указан как режиссёр                            |
| 1999      | Беспредельный террор                     | Terror Firmer                               |            | Да         |            |            |                      |                                                   |
| 2000      | «Необыкновенные»                         | The Specials                                |            | Да         | Да         | Да         | часовщик             |                                                   |
| 2000      | Гражданин Токси: Токсичный мститель 4    | Citizen Toxie: The Toxic Avenger IV         |            |            |            | Да         | доктор Флем Хокинг   |                                                   |
| 2002      | Скуби-Ду                                 | Scooby-Doo                                  |            | Да         |            |            |                      |                                                   |
| 2004      | Рассвет мертвецов                        | Dawn of the Dead                            |            | Да         |            |            |                      |                                                   |
| 2004      | Скуби-Ду 2: Монстры на свободе           | Scooby-Doo 2: Monsters Unleashed            |            | Да         | Да         |            |                      |                                                   |
| 2004      | «Леденец любви»                          | LloliLove                                   |            | Да         | Да         | Да         | Джеймс               | исполнительный продюсер не указан как сценарист   |
| 2006      | Слизняк                                  | Slither                                     | Да         | Да         |            | Да         | Хэнк                 | не указан как актёр                               |
| 2008—2009 | Порно для всей семьи                     | James Gunn’s PG Porn                        | Да         | Да         | Да         | Да         | различные роли       | исполнительный продюсер                           |
| 2010      | Супер                                    | Super                                       | Да         | Да         |            | Да         | Демонсвилл           |                                                   |
| 2012      | Взлом                                    | Breaking In                                 |            |            |            | Да         | камео                | 2 сезон 7 серия                                   |
| 2012      | Lollipop Chainsaw                        | Lollipop Chainsaw                           |            | Да         |            |            |                      | видео игра                                        |
| 2013      | Муви 43                                  | Movie 43                                    | Да         | Да         |            |            |                      |                                                   |
| 2013      | Тор 2: Царство тьмы                      | Thor: The Dark World                        | Да         |            |            |            |                      | сцена после титров                                |
| 2013      | ЛокоЦикл                                 | LocoCycle                                   |            |            |            | Да         |                      | видеоигра                                         |
| 2014      | Стражи Галактики                         | Guardians of the Galaxy                     | Да         | Да         |            | Да         | малыш Грут           |                                                   |
| 2016      | Эксперимент «Офис»                       | The Belko Experiment                        |            | Да         | Да         |            |                      |                                                   |
| 2017      | Стражи Галактики. Часть 2                | Guardians of the Galaxy Vol. 2              | Да         | Да         |            | Да         | малыш Грут           |                                                   |
| 2018      | Мстители: Война бесконечности            | Avengers: Infinity War                      |            | Да         | Да         |            |                      | диалоги Стражей Галактики исполнительный продюсер |
| 2019      | Гори, гори ясно                          | BrightBurn                                  |            |            | Да         |            |                      |                                                   |
| 2019      | Мстители: Финал                          | Avengers: Endgame                           |            |            | Да         |            |                      | исполнительный продюсер                           |
| 2021      | Отряд самоубийц: Миссия навылет          | The Suicide Squad                           | Да         | Да         |            |            |                      |                                                   |
| 2022—     | Миротворец                               | Peacemaker                                  | Да         | Да         | Да         |            |                      |                                                   |
| 2022      | Стражи Галактики: Праздничный спецвыпуск | The Guardians of the Galaxy Holiday Special | Да         | Да         | Да         |            |                      | исполнительный продюсер                           |
| 2022      | Я есть Грут                              | I Am Groot                                  |            |            | Да         |            |                      |                                                   |
| 2023      | Стражи Галактики. Часть 3                | Guardians of the Galaxy Vol. 3              | Да         | Да         |            | Да         | Lamb-Shank           |                                                   |
| 2023      | Койот против Acme                        | Coyote vs Acme                              |            | Да         | Да         |            |                      | отменённый фильм                                  |
| 2024—     | Монстры-коммандос                        | Creature Commandos                          | Да         | Да         | Да         |            |                      |                                                   |
| 2025      | Супермен                                 | Superman                                    | Да         | Да         | Да         |            |                      |                                                   |
| 2026      | Супергёрл                                | Supergirl                                   |            |            | Да         |            |                      |                                                   |
| 2026      | Глиноликий                               | Clayface                                    |            |            | Да         |            |                      |                                                   |

## Награды и номинации
| Год  | Премия                         | Категория                        | Название                                   | Результат |
| ---- | ------------------------------ | -------------------------------- | ------------------------------------------ | --------- |
| 2005 | Премия Брэма Стокера           | Лучший сценарий                  | Рассвет мертвецов                          | Номинация |
| 2006 | Премия Бензопила               | Самое большое число жертв        | Слизняк                                    | Победа    |
| 2007 | «Сатурн»                       | Премия кинематографистов витрины | Слизняк                                    | Победа    |
| 2014 | «Золотая малина»               | Худшая режиссура                 | Муви 43                                    | Победа    |
| 2014 | «Золотая малина»               | Худший сценарий                  | Муви 43                                    | Победа    |
| 2015 | Премия Гильдии сценаристов США | Лучший адаптированный сценарий   | Стражи Галактики (вместе с Николь Перлман) | Номинация |
| 2015 | Critics' Choice Awards         | Лучший боевик                    | Стражи Галактики                           | Победа    |
| 2015 | «Сатурн»                       | Лучший режиссёр                  | Стражи Галактики                           | Победа    |
| 2015 | «Сатурн»                       | Лучший сценарий                  | Стражи Галактики (вместе с Николь Перлман) | Номинация |